# Capoeiras
Capoeiras est une municipalité brésilienne située dans l'État du Pernambouc.